# Circuit Het Nieuwsblad 2022
Le Circuit Het Nieuwsblad 2022 (officiellement Omloop Het Nieuwsblad 2022) est la 77e édition de cette course cycliste sur route masculine. Il aura lieu le 26 février 2022 entre Gand et Ninove dans la Région flamande, en Belgique, et fait partie du calendrier UCI World Tour 2022 en catégorie 1.UWT. Il est remporté par le Belge Wout van Aert.

## Présentation

### Parcours
La course donne le coup d'envoi de la saison des classiques flandriennes sur un parcours de 204,2 kilomètres dans la province de Flandre Orientale. Elle commence dans la ville de Gand et se termine dans la municipalité de Ninove, comme les années précédentes.
On notera l'absence du Molenberg. Au total, treize monts, dont certains sont pavés, sont au programme de l'épreuve :
| Mont | Nom                     | Km    | Revêtement     | Longueur (m) | Pente moyenne | Pente maxi | Km de l'arrivée |
| ---- | ----------------------- | ----- | -------------- | ------------ | ------------- | ---------- | --------------- |
| 1    | Leberg                  | 46    | asphalte       | 950          | 4,2 %         | 13,8 %     | 158,2           |
| 2    | Katteberg (nl)          | 103,6 | pavés          | 900          | 5,6 %         | 10,3 %     | 100,6           |
| 3    | Leberg                  | 113,2 | asphalte       | 950          | 4,2 %         | 13,8 %     | 91,0            |
| 4    | Hostellerie (nl)        | 130,2 | asphalte       | 1 300        | 5,1 %         | 9 %        | 74              |
| 5    | Valkenberg              | 138,1 | asphalte       | 540          | 8,1 %         | 12,8 %     | 66,1            |
| 6    | Wolvenberg              | 148,6 | asphalte/pavés | 645          | 7,9 %         | 17,3 %     | 55,6            |
| 7    | Marlboroughstraat       | 163,8 | asphalte       | 900          | 4,4 %         | 7 %        | 40,4            |
| 8    | Biesestraat             | 165,2 | asphalte       | 820          | 3,8 %         | 5,4 %      | 39,0            |
| 9    | Leberg                  | 168,9 | asphalte       | 950          | 4,2 %         | 13,8 %     | 35,3            |
| 10   | Berendries              | 172,9 | asphalte       | 940          | 7 %           | 12,3 %     | 31,3            |
| 11   | Elverenberg - Vossenhol | 175,4 | asphalte       | 1 268        | 3,6 %         | 9 %        | 28,8            |
| 12   | Mur de Grammont         | 187,5 | pavés          | 1 139        | 9,2 %         | 19,8 %     | 16,7            |
| 13   | Bosberg                 | 191,4 | asphalte/pavés | 980          | 5,8 %         | 11 %       | 12,8            |

En plus des traditionnels monts, il y a neuf secteurs pavés répartis sur 91,6 km :

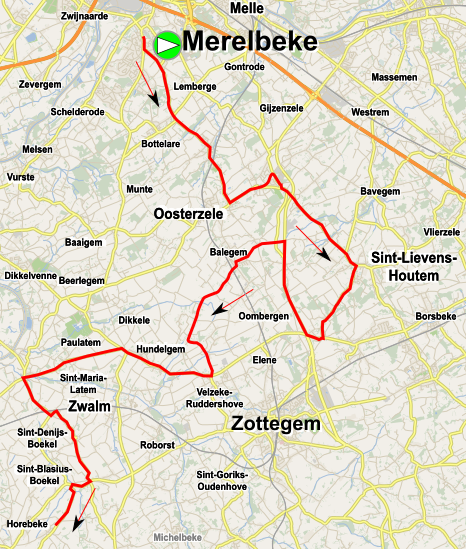
Partie nord de la course :
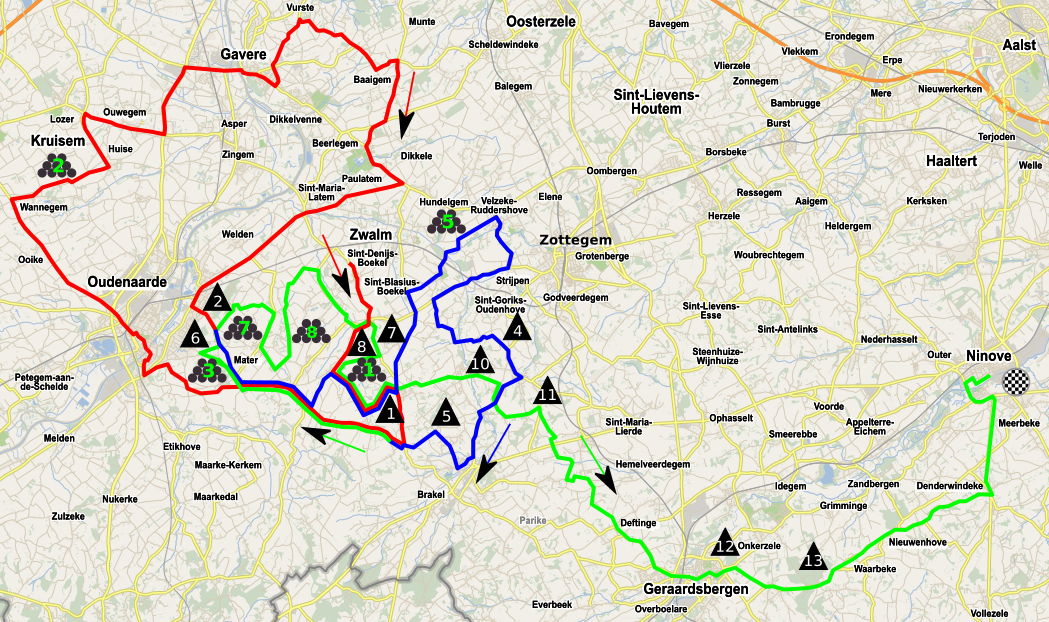
Partie sud de la course :

| Secteur | Nom           | Km    | Longueur (m) | Km de l'arrivée |
| ------- | ------------- | ----- | ------------ | --------------- |
| 1       | Haaghoek (nl) | 43    | 2 000        | 161,1           |
| 2       | Huisepontweg  | 67,4  | 1 800        | 136,8           |
| 3       | Holleweg (nl) | 104,4 | 1500         | 99,8            |
| 4       | Haaghoek      | 110,1 | 2 000        | 94,1            |
| 5       | Paddestraat   | 118   | 2030         | 83              |
| 6       | Holleweg (nl) | 146   | 650          | 58,2            |
| 7       | Kergate       | 152,2 | 1400         | 52              |
| 8       | Jagerij       | 154,8 | 800          | 49,4            |
| 9       | Haaghoek      | 165,9 | 2 000        | 38,3            |

- Partie nord de la course : Début du parcours
- Partie sud de la course :   - Début du parcours
  - Partie intermédiaire du parcours
  - Final

### Équipes
25 équipes sont au départ de la course, avec les 18 UCI WorldTeams et 7 UCI ProTeams : 
| WorldTeams (18)- AG2R Citroën Team - Astana Qazaqstan Team - Bahrain Victorious - Bora-Hansgrohe - Cofidis - EF Education-EasyPost - Groupama-FDJ - Ineos Grenadiers - Intermarché-Wanty-Gobert Matériaux - Israel-Premier Tech - Jumbo-Visma - Lotto-Soudal - Movistar Team - Quick-Step Alpha Vinyl - BikeExchange-Jayco - Team DSM - Trek-Segafredo - UAE Team Emirates ProTeams (7)- Sport Vlaanderen-Baloise - Bingoal Pauwels Sauces WB - Alpecin-Fenix - TotalEnergies - B&B Hotels-KTM - Uno-X Pro Cycling Team - Arkéa-Samsic |
| |

### Favoris
Les coureurs les plus cités pour la victoire sont le champion de Belgique Wout van Aert (Jumbo-Visma) qui s'aligne dans sa première course de la saison, le Britannique Tom Pidcock (Ineos Grenadiers) et le Danois Kasper Asgreen (Quick Step Alpha Vinyl), vainqueur du dernier Tour des Flandres. Parmi les autres favoris potentiels ou outsiders, on peut citer les anciens vainqueurs de la course Jasper Stuyven (Trek Segafredo), Zdeněk Štybar (Quick Step Alpha Vinyl), Sep Vanmarcke (Israel Premier Tech), troisième de l'édition précédente, Greg Van Avermaet (AG2R Citroën), Michael Valgren (EF Education-EasyPost) et Philippe Gilbert (Lotto Soudal) mais aussi le champion d'Italie Sonny Colbrelli (Bahrain Victorius), son compatriote Alessandro Covi (UAE Team Emirates), le Suisse Stefan Küng (Groupama-FDJ), le Britannique Ethan Hayter (Ineos Grenadiers), le kazakh Alexey Lutsenko (Astana) ou les Belges Tim Wellens (Lotto Soudal) et Oliver Naesen (AG2R Citroën). Le jour de la course, on apprend les forfaits de  Sep Vanmarcke et de Tim Wellens.

## Déroulement de la course
La course prend une orientation définitive dans le Berendries à 31 kilomètres de l'arrivée quand quatre hommes se dégagent du peloton. Il s'agit des coéquipiers Tiesj Benoot et Wout van Aert (Jumbo-Visma) ainsi que de Tom Pidcock et Jhonatan Narváez (Ineos Grenadiers). Ce quatuor est assez vite rejoint par le champion d'Europe Sonny Colbrelli (Bahrain Victorious). Ce groupe de cinq hommes rattrape six coureurs échappés qui étaient en tête de la course depuis le 8ème kilomètre formant ainsi un nouveau groupe de 11 coureurs en tête. Benoot attaque seul avant le Mur de Grammont mais il est repris peu après le sommet provoquant un regroupement d'une vingtaine d'hommes. Quelques hectomètres avant le pied du Bosberg, à 13 kilomètres du terme, van Aert accélère seul en tête et creuse progressivement un écart lors de la montée. Au sommet du Bosberg, le Belge compte une dizaine de secondes d'avance sur ses premiers adversaires. Cet écart croît régulièrement sur le groupe des poursuivants et Wout van Aert se présente seul à l'arrivée à Ninove pour remporter la course.

## Classements

### Classement final
| \| Classement général \| Classement général \| Classement général \| Classement général \| Classement général \| \| Coureur \| Coureur \| Pays \| Équipe \| Temps \| \| ------------------ \| ------------------ \| ------------------ \| ---------------------------------- \| ------------------ \| \| 1er \| Wout van Aert \| Belgique \| Jumbo-Visma \| 4 h 50 min 26 s \| \| 2e \| Sonny Colbrelli \| Italie \| Bahrain Victorious \| + 22 s \| \| 3e \| Greg Van Avermaet \| Belgique \| AG2R Citroën Team \| + 22 s \| \| 4e \| Oliver Naesen \| Belgique \| AG2R Citroën Team \| + 22 s \| \| 5e \| Victor Campenaerts \| Belgique \| Lotto-Soudal \| + 22 s \| \| 6e \| Rasmus Tiller \| Norvège \| Uno-X Pro Cycling Team \| + 22 s \| \| 7e \| Matteo Trentin \| Italie \| UAE Team Emirates \| + 22 s \| \| 8e \| Andrea Pasqualon \| Italie \| Intermarché-Wanty-Gobert Matériaux \| + 22 s \| \| 9e \| Florian Sénéchal \| France \| Quick-Step Alpha Vinyl \| + 22 s \| \| 10e \| Jasper Stuyven \| Belgique \| Trek-Segafredo \| + 22 s \| |                    |          |                                    |                 |
| |                    |          |                                    |                 |
| Source : ProCyclingStats |                    |          |                                    |                 |
| Classement général |                    |          |                                    |                 |
| Coureur | Coureur            | Pays     | Équipe                             | Temps           |
| 1er | Wout van Aert      | Belgique | Jumbo-Visma                        | 4 h 50 min 26 s |
| 2e | Sonny Colbrelli    | Italie   | Bahrain Victorious                 | + 22 s          |
| 3e | Greg Van Avermaet  | Belgique | AG2R Citroën Team                  | + 22 s          |
| 4e | Oliver Naesen      | Belgique | AG2R Citroën Team                  | + 22 s          |
| 5e | Victor Campenaerts | Belgique | Lotto-Soudal                       | + 22 s          |
| 6e | Rasmus Tiller      | Norvège  | Uno-X Pro Cycling Team             | + 22 s          |
| 7e | Matteo Trentin     | Italie   | UAE Team Emirates                  | + 22 s          |
| 8e | Andrea Pasqualon   | Italie   | Intermarché-Wanty-Gobert Matériaux | + 22 s          |
| 9e | Florian Sénéchal   | France   | Quick-Step Alpha Vinyl             | + 22 s          |
| 10e | Jasper Stuyven     | Belgique | Trek-Segafredo                     | + 22 s          |

### Classement UCI
La course attribue des points au Classement mondial UCI 2022 selon le barème suivant :
| Position           | 1er | 2e  | 3e  | 4e  | 5e  | 6e  | 7e | 8e | 9e | 10e | 11e | 12e | 13e | 14e | 15e à 20e | 21e à 30e | 31e à 50e | 51e à 55e | 56e à 60e |
| Classement général | 300 | 250 | 215 | 175 | 120 | 115 | 95 | 75 | 60 | 50  | 40  | 35  | 30  | 25  | 20        | 12        | 5         | 2         | 1         |

## Liste de participants
| Légende | Légende                                                                    | Légende | Légende                                                    |
| ------- | -------------------------------------------------------------------------- | ------- | ---------------------------------------------------------- |
| Num     | Dossard de départ porté par le coureur sur ce Circuit Het Nieuwsblad       | Pos     | Position à l'arrivée de la course                          |
|         | Indique un maillot de champion national ou mondial, suivi de sa spécialité | NP      | Indique un coureur qui n'a pas pris le départ de la course |
| AB      | Indique un coureur qui n'a pas terminé la course                           | HD      | Indique un coureur qui a terminé la course hors des délais |

| Quick-Step Alpha Vinyl QST | Quick-Step Alpha Vinyl QST | Quick-Step Alpha Vinyl QST |
| -------------------------- | -------------------------- | -------------------------- |
| Num                        | Coureur                    | Pos                        |
| 1                          | Yves Lampaert (BEL)        | 72e                        |
| 2                          | Bert Van Lerberghe (BEL)   | AB                         |
| 3                          | Josef Černý (CZE)          | AB                         |
| 4                          | Iljo Keisse (BEL)          | AB                         |
| 5                          | Kasper Asgreen (DEN)       | 76e                        |
| 6                          | Florian Sénéchal (FRA)     | 9e                         |
| 7                          | Zdeněk Štybar (CZE)        | 62e                        |

| Jumbo-Visma TJV | Jumbo-Visma TJV             | Jumbo-Visma TJV |
| --------------- | --------------------------- | --------------- |
| Num             | Coureur                     | Pos             |
| 11              | Wout van Aert (BEL) (route) | 1er             |
| 12              | Pascal Eenkhoorn (NED)      | 67e             |
| 13              | Edoardo Affini (ITA)        | AB              |
| 14              | Mike Teunissen (NED)        | 24e             |
| 15              | Tiesj Benoot (BEL)          | 66e             |
| 16              | Tosh Van der Sande (BEL)    | 120e            |
| 17              | Nathan Van Hooydonck (BEL)  | 68e             |

| Lotto-Soudal LTS | Lotto-Soudal LTS         | Lotto-Soudal LTS |
| ---------------- | ------------------------ | ---------------- |
| Num              | Coureur                  | Pos              |
| 21               | Philippe Gilbert (BEL)   | 40e              |
| 22               | Victor Campenaerts (BEL) | 5e               |
| 23               | Jasper De Buyst (BEL)    | 32e              |
| 24               | Brent Van Moer (BEL)     | 39e              |
| 25               | Florian Vermeersch (BEL) | 61e              |
| 26               | Tim Wellens (BEL)        | NP               |
| 27               | Harry Sweeny (AUS)       | 123e             |

| Intermarché-Wanty-Gobert Matériaux IWG | Intermarché-Wanty-Gobert Matériaux IWG | Intermarché-Wanty-Gobert Matériaux IWG |
| -------------------------------------- | -------------------------------------- | -------------------------------------- |
| Num                                    | Coureur                                | Pos                                    |
| 31                                     | Sven Erik Bystrøm (NOR)                | 89e                                    |
| 32                                     | Dimitri Claeys (BEL)                   | 83e                                    |
| 33                                     | Aimé De Gendt (BEL)                    | 71e                                    |
| 34                                     | Andrea Pasqualon (ITA)                 | 8e                                     |
| 35                                     | Adrien Petit (FRA)                     | 82e                                    |
| 36                                     | Alexander Kristoff (NOR)               | 60e                                    |
| 37                                     | Loïc Vliegen (BEL)                     | 51e                                    |

| AG2R Citroën Team ACT | AG2R Citroën Team ACT   | AG2R Citroën Team ACT |
| --------------------- | ----------------------- | --------------------- |
| Num                   | Coureur                 | Pos                   |
| 41                    | Greg Van Avermaet (BEL) | 3e                    |
| 42                    | Oliver Naesen (BEL)     | 4e                    |
| 43                    | Lawrence Naesen (BEL)   | AB                    |
| 44                    | Michael Schär (SUI)     | 102e                  |
| 45                    | Damien Touzé (FRA)      | 52e                   |
| 46                    | Stan Dewulf (BEL)       | 45e                   |
| 47                    | Gijs Van Hoecke (BEL)   | 91e                   |

| Trek-Segafredo TFS | Trek-Segafredo TFS         | Trek-Segafredo TFS |
| ------------------ | -------------------------- | ------------------ |
| Num                | Coureur                    | Pos                |
| 51                 | Jasper Stuyven (BEL)       | 10e                |
| 52                 | Edward Theuns (BEL)        | 100e               |
| 53                 | Alex Kirsch (LUX)          | 15e                |
| 54                 | Toms Skujiņš (LAT) (route) | 50e                |
| 55                 | Markus Hoelgaard (NOR)     | AB                 |
| 56                 | Daan Hoole (NED)           | 101e               |
| 57                 | Otto Vergaerde (BEL)       | 97e                |

| Astana Qazaqstan Team AST | Astana Qazaqstan Team AST      | Astana Qazaqstan Team AST |
| ------------------------- | ------------------------------ | ------------------------- |
| Num                       | Coureur                        | Pos                       |
| 61                        | Gianni Moscon (ITA)            | 122e                      |
| 62                        | Yevgeniy Fedorov (KAZ) (route) | AB                        |
| 63                        | Michele Gazzoli (ITA)          | AB                        |
| 64                        | Dmitriy Gruzdev (KAZ)          | 92e                       |
| 65                        | Alexey Lutsenko (KAZ)          | AB                        |
| 66                        | Leonardo Basso (ITA)           | 121e                      |
| 67                        | Davide Martinelli (ITA)        | AB                        |

| Bahrain Victorious TBV | Bahrain Victorious TBV        | Bahrain Victorious TBV |
| ---------------------- | ----------------------------- | ---------------------- |
| Num                    | Coureur                       | Pos                    |
| 71                     | Sonny Colbrelli (ITA) (route) | 2e                     |
| 72                     | Heinrich Haussler (AUS)       | 22e                    |
| 73                     | Phil Bauhaus (GER)            | AB                     |
| 74                     | Matej Mohorič (SLO) (route)   | 17e                    |
| 75                     | Kamil Gradek (POL)            | 81e                    |
| 76                     | Luis León Sánchez (ESP)       | 74e                    |
| 77                     | Fred Wright (GBR)             | 20e                    |

| Bora-Hansgrohe BOH | Bora-Hansgrohe BOH      | Bora-Hansgrohe BOH |
| ------------------ | ----------------------- | ------------------ |
| Num                | Coureur                 | Pos                |
| 81                 | Patrick Gamper (AUT)    | 118e               |
| 82                 | Marco Haller (AUT)      | AB                 |
| 83                 | Jonas Koch (GER)        | 47e                |
| 84                 | Jordi Meeus (BEL)       | 114e               |
| 85                 | Nils Politt (GER)       | 27e                |
| 86                 | Lukas Pöstlberger (AUT) | 115e               |
| 87                 | Ide Schelling (NED)     | AB                 |

| Cofidis COF | Cofidis COF             | Cofidis COF |
| ----------- | ----------------------- | ----------- |
| Num         | Coureur                 | Pos         |
| 91          | Bryan Coquard (FRA)     | 41e         |
| 92          | Tom Bohli (SUI)         | 79e         |
| 93          | Piet Allegaert (BEL)    | AB          |
| 94          | Eddy Finé (FRA)         | AB          |
| 95          | Kenneth Vanbilsen (BEL) | AB          |
| 96          | Simone Consonni (ITA)   | 53e         |
| 97          | Szymon Sajnok (POL)     | AB          |

| EF Education-EasyPost EFE | EF Education-EasyPost EFE | EF Education-EasyPost EFE |
| ------------------------- | ------------------------- | ------------------------- |
| Num                       | Coureur                   | Pos                       |
| 101                       | Jens Keukeleire (BEL)     | 93e                       |
| 102                       | Michael Valgren (DEN)     | AB                        |
| 103                       | Owain Doull (GBR)         | 16e                       |
| 104                       | Ben Healy (IRL)           | 75e                       |
| 105                       | Thomas Scully (NZL)       | AB                        |
| 106                       | Julius van den Berg (NED) | AB                        |
| 107                       | Łukasz Wiśniowski (POL)   | AB                        |

| Groupama-FDJ GFC | Groupama-FDJ GFC        | Groupama-FDJ GFC |
| ---------------- | ----------------------- | ---------------- |
| Num              | Coureur                 | Pos              |
| 111              | Lewis Askey (GBR)       | 78e              |
| 113              | Stefan Küng (SUI)       | 12e              |
| 114              | Olivier Le Gac (FRA)    | 69e              |
| 115              | Fabian Lienhard (SUI)   | 38e              |
| 116              | Tobias Ludvigsson (SWE) | 19e              |
| 117              | Antoine Duchesne (CAN)  | AB               |

| Ineos Grenadiers IGD | Ineos Grenadiers IGD    | Ineos Grenadiers IGD |
| -------------------- | ----------------------- | -------------------- |
| Num                  | Coureur                 | Pos                  |
| 121                  | Tom Pidcock (GBR)       | 18e                  |
| 122                  | Ethan Hayter (GBR)      | 21e                  |
| 123                  | Cameron Wurf (AUS)      | AB                   |
| 124                  | Jhonatan Narváez (ECU)  | 34e                  |
| 125                  | Ben Turner (GBR)        | 59e                  |
| 126                  | Magnus Sheffield (USA)  | 108e                 |
| 127                  | Ben Swift (GBR) (route) | 49e                  |

| Israel-Premier Tech IPT | Israel-Premier Tech IPT        | Israel-Premier Tech IPT |
| ----------------------- | ------------------------------ | ----------------------- |
| Num                     | Coureur                        | Pos                     |
| 131                     | Sep Vanmarcke (BEL)            | NP                      |
| 132                     | Guillaume Boivin (CAN) (route) | 33e                     |
| 133                     | Simon Clarke (AUS)             | 11e                     |
| 134                     | Corbin Strong (NZL)            | AB                      |
| 135                     | Hugo Houle (CAN)               | 73e                     |
| 136                     | Tom Van Asbroeck (BEL)         | 70e                     |
| 137                     | Jenthe Biermans (BEL)          | 37e                     |

| Movistar Team MOV | Movistar Team MOV         | Movistar Team MOV |
| ----------------- | ------------------------- | ----------------- |
| Num               | Coureur                   | Pos               |
| 141               | Alex Aranburu (ESP)       | 13e               |
| 142               | Oier Lazkano (ESP)        | 63e               |
| 143               | Iván García Cortina (ESP) | 30e               |
| 144               | Juri Hollmann (GER)       | 86e               |
| 145               | Johan Jacobs (SUI)        | AB                |
| 146               | Lluís Mas (ESP)           | 111e              |

| Team BikeExchange-Jayco BEX | Team BikeExchange-Jayco BEX | Team BikeExchange-Jayco BEX |
| --------------------------- | --------------------------- | --------------------------- |
| Num                         | Coureur                     | Pos                         |
| 151                         | Lawson Craddock (USA)       | AB                          |
| 152                         | Luke Durbridge (AUS)        | AB                          |
| 153                         | Alexander Konychev (ITA)    | AB                          |
| 154                         | Dion Smith (NZL)            | 112e                        |
| 155                         | Jan Maas (NED)              | 109e                        |

| Team DSM DSM | Team DSM DSM                  | Team DSM DSM |
| ------------ | ----------------------------- | ------------ |
| Num          | Coureur                       | Pos          |
| 161          | John Degenkolb (GER)          | 43e          |
| 162          | Marius Mayrhofer (GER)        | AB           |
| 163          | Nils Eekhoff (NED)            | NP           |
| 164          | Jonas Iversby Hvideberg (NOR) | 57e          |
| 165          | Søren Kragh Andersen (DEN)    | 103e         |
| 166          | Nikias Arndt (GER)            | AB           |
| 167          | Leon Heinschke (GER)          | AB           |

| UAE Team Emirates UAD | UAE Team Emirates UAD      | UAE Team Emirates UAD |
| --------------------- | -------------------------- | --------------------- |
| Num                   | Coureur                    | Pos                   |
| 171                   | Fernando Gaviria (COL)     | AB                    |
| 172                   | Alessandro Covi (ITA)      | AB                    |
| 173                   | Ryan Gibbons (RSA)         | 110e                  |
| 174                   | Vegard Stake Laengen (NOR) | 80e                   |
| 175                   | Oliviero Troia (ITA)       | AB                    |
| 176                   | Rui Oliveira (POR)         | 64e                   |
| 177                   | Matteo Trentin (ITA)       | 7e                    |

| Alpecin-Fenix AFC | Alpecin-Fenix AFC              | Alpecin-Fenix AFC |
| ----------------- | ------------------------------ | ----------------- |
| Num               | Coureur                        | Pos               |
| 181               | Dries De Bondt (BEL)           | 31e               |
| 182               | Tobias Bayer (AUT)             | 117e              |
| 183               | Michael Gogl (AUT)             | 58e               |
| 184               | Xandro Meurisse (BEL)          | 54e               |
| 185               | Senne Leysen (BEL)             | 94e               |
| 186               | Maurice Ballerstedt (GER)      | AB                |
| 187               | Guillaume Van Keirsbulck (BEL) | 90e               |

| B&B Hotels-KTM BBK | B&B Hotels-KTM BBK     | B&B Hotels-KTM BBK |
| ------------------ | ---------------------- | ------------------ |
| Num                | Coureur                | Pos                |
| 191                | Cyril Barthe (FRA)     | AB                 |
| 192                | Quentin Jauregui (FRA) | AB                 |
| 193                | Jérémy Lecroq (FRA)    | 99e                |
| 194                | Cyril Lemoine (FRA)    | 124e               |
| 195                | Julien Morice (FRA)    | 113e               |
| 196                | Luca Mozzato (ITA)     | 26e                |
| 197                | Jordi Warlop (BEL)     | 36e                |

| Bingoal Pauwels Sauces WB BWB | Bingoal Pauwels Sauces WB BWB | Bingoal Pauwels Sauces WB BWB |
| ----------------------------- | ----------------------------- | ----------------------------- |
| Num                           | Coureur                       | Pos                           |
| 201                           | Timothy Dupont (BEL)          | 106e                          |
| 202                           | Arjen Livyns (BEL)            | 29e                           |
| 203                           | Stanisław Aniołkowski (POL)   | 95e                           |
| 204                           | Louis Blouwe (BEL)            | 88e                           |
| 205                           | Laurenz Rex (BEL)             | 44e                           |
| 206                           | Ludovic Robeet (BEL)          | AB                            |
| 207                           | Mathijs Paasschens (NED)      | AB                            |

| Sport Vlaanderen-Baloise SVB | Sport Vlaanderen-Baloise SVB | Sport Vlaanderen-Baloise SVB |
| ---------------------------- | ---------------------------- | ---------------------------- |
| Num                          | Coureur                      | Pos                          |
| 211                          | Sander De Pestel (BEL)       | 84e                          |
| 212                          | Lindsay De Vylder (BEL)      | 104e                         |
| 213                          | Ruben Apers (BEL)            | 116e                         |
| 214                          | Arne Marit (BEL)             | 119e                         |
| 215                          | Aaron Verwilst (BEL)         | 107e                         |
| 216                          | Kenneth Van Rooy (BEL)       | 46e                          |
| 217                          | Ward Vanhoof (BEL)           | 65e                          |

| Arkéa-Samsic ARK | Arkéa-Samsic ARK      | Arkéa-Samsic ARK |
| ---------------- | --------------------- | ---------------- |
| Num              | Coureur               | Pos              |
| 221              | Amaury Capiot (BEL)   | 23e              |
| 222              | Donavan Grondin (FRA) | 105e             |
| 223              | Matîs Louvel (FRA)    | 14e              |
| 224              | Daniel McLay (GBR)    | 77e              |
| 225              | Kévin Vauquelin (FRA) | 48e              |
| 226              | Clément Russo (FRA)   | 96e              |
| 227              | Connor Swift (GBR)    | 35e              |

| TotalEnergies TEN | TotalEnergies TEN          | TotalEnergies TEN |
| ----------------- | -------------------------- | ----------------- |
| Num               | Coureur                    | Pos               |
| 231               | Peter Sagan (SVK) (route)  | 98e               |
| 232               | Edvald Boasson Hagen (NOR) | AB                |
| 233               | Dries Van Gestel (BEL)     | 25e               |
| 234               | Daniel Oss (ITA)           | 55e               |
| 235               | Geoffrey Soupe (FRA)       | AB                |
| 236               | Christopher Lawless (GBR)  | AB                |
| 237               | Anthony Turgis (FRA)       | AB                |

| Uno-X Pro Cycling Team UXT | Uno-X Pro Cycling Team UXT  | Uno-X Pro Cycling Team UXT |
| -------------------------- | --------------------------- | -------------------------- |
| Num                        | Coureur                     | Pos                        |
| 241                        | Jonas Abrahamsen (NOR)      | AB                         |
| 242                        | Fredrik Dversnes (NOR)      | 28e                        |
| 243                        | Morten Hulgaard (DEN)       | 85e                        |
| 244                        | Anders Johannessen (NOR)    | 56e                        |
| 245                        | Erik Nordsæter Resell (NOR) | 87e                        |
| 246                        | Anders Skaarseth (NOR)      | 42e                        |
| 247                        | Rasmus Tiller (NOR)         | 6e                         |

| Quick-Step Alpha Vinyl QST | Quick-Step Alpha Vinyl QST | Quick-Step Alpha Vinyl QST |
| -------------------------- | -------------------------- | -------------------------- |
| Num                        | Coureur                    | Pos                        |
| 1                          | Yves Lampaert (BEL)        | 72e                        |
| 2                          | Bert Van Lerberghe (BEL)   | AB                         |
| 3                          | Josef Černý (CZE)          | AB                         |
| 4                          | Iljo Keisse (BEL)          | AB                         |
| 5                          | Kasper Asgreen (DEN)       | 76e                        |
| 6                          | Florian Sénéchal (FRA)     | 9e                         |
| 7                          | Zdeněk Štybar (CZE)        | 62e                        |

| Jumbo-Visma TJV | Jumbo-Visma TJV             | Jumbo-Visma TJV |
| --------------- | --------------------------- | --------------- |
| Num             | Coureur                     | Pos             |
| 11              | Wout van Aert (BEL) (route) | 1er             |
| 12              | Pascal Eenkhoorn (NED)      | 67e             |
| 13              | Edoardo Affini (ITA)        | AB              |
| 14              | Mike Teunissen (NED)        | 24e             |
| 15              | Tiesj Benoot (BEL)          | 66e             |
| 16              | Tosh Van der Sande (BEL)    | 120e            |
| 17              | Nathan Van Hooydonck (BEL)  | 68e             |

| Lotto-Soudal LTS | Lotto-Soudal LTS         | Lotto-Soudal LTS |
| ---------------- | ------------------------ | ---------------- |
| Num              | Coureur                  | Pos              |
| 21               | Philippe Gilbert (BEL)   | 40e              |
| 22               | Victor Campenaerts (BEL) | 5e               |
| 23               | Jasper De Buyst (BEL)    | 32e              |
| 24               | Brent Van Moer (BEL)     | 39e              |
| 25               | Florian Vermeersch (BEL) | 61e              |
| 26               | Tim Wellens (BEL)        | NP               |
| 27               | Harry Sweeny (AUS)       | 123e             |

| Intermarché-Wanty-Gobert Matériaux IWG | Intermarché-Wanty-Gobert Matériaux IWG | Intermarché-Wanty-Gobert Matériaux IWG |
| -------------------------------------- | -------------------------------------- | -------------------------------------- |
| Num                                    | Coureur                                | Pos                                    |
| 31                                     | Sven Erik Bystrøm (NOR)                | 89e                                    |
| 32                                     | Dimitri Claeys (BEL)                   | 83e                                    |
| 33                                     | Aimé De Gendt (BEL)                    | 71e                                    |
| 34                                     | Andrea Pasqualon (ITA)                 | 8e                                     |
| 35                                     | Adrien Petit (FRA)                     | 82e                                    |
| 36                                     | Alexander Kristoff (NOR)               | 60e                                    |
| 37                                     | Loïc Vliegen (BEL)                     | 51e                                    |

| AG2R Citroën Team ACT | AG2R Citroën Team ACT   | AG2R Citroën Team ACT |
| --------------------- | ----------------------- | --------------------- |
| Num                   | Coureur                 | Pos                   |
| 41                    | Greg Van Avermaet (BEL) | 3e                    |
| 42                    | Oliver Naesen (BEL)     | 4e                    |
| 43                    | Lawrence Naesen (BEL)   | AB                    |
| 44                    | Michael Schär (SUI)     | 102e                  |
| 45                    | Damien Touzé (FRA)      | 52e                   |
| 46                    | Stan Dewulf (BEL)       | 45e                   |
| 47                    | Gijs Van Hoecke (BEL)   | 91e                   |

| Trek-Segafredo TFS | Trek-Segafredo TFS         | Trek-Segafredo TFS |
| ------------------ | -------------------------- | ------------------ |
| Num                | Coureur                    | Pos                |
| 51                 | Jasper Stuyven (BEL)       | 10e                |
| 52                 | Edward Theuns (BEL)        | 100e               |
| 53                 | Alex Kirsch (LUX)          | 15e                |
| 54                 | Toms Skujiņš (LAT) (route) | 50e                |
| 55                 | Markus Hoelgaard (NOR)     | AB                 |
| 56                 | Daan Hoole (NED)           | 101e               |
| 57                 | Otto Vergaerde (BEL)       | 97e                |

| Astana Qazaqstan Team AST | Astana Qazaqstan Team AST      | Astana Qazaqstan Team AST |
| ------------------------- | ------------------------------ | ------------------------- |
| Num                       | Coureur                        | Pos                       |
| 61                        | Gianni Moscon (ITA)            | 122e                      |
| 62                        | Yevgeniy Fedorov (KAZ) (route) | AB                        |
| 63                        | Michele Gazzoli (ITA)          | AB                        |
| 64                        | Dmitriy Gruzdev (KAZ)          | 92e                       |
| 65                        | Alexey Lutsenko (KAZ)          | AB                        |
| 66                        | Leonardo Basso (ITA)           | 121e                      |
| 67                        | Davide Martinelli (ITA)        | AB                        |

| Bahrain Victorious TBV | Bahrain Victorious TBV        | Bahrain Victorious TBV |
| ---------------------- | ----------------------------- | ---------------------- |
| Num                    | Coureur                       | Pos                    |
| 71                     | Sonny Colbrelli (ITA) (route) | 2e                     |
| 72                     | Heinrich Haussler (AUS)       | 22e                    |
| 73                     | Phil Bauhaus (GER)            | AB                     |
| 74                     | Matej Mohorič (SLO) (route)   | 17e                    |
| 75                     | Kamil Gradek (POL)            | 81e                    |
| 76                     | Luis León Sánchez (ESP)       | 74e                    |
| 77                     | Fred Wright (GBR)             | 20e                    |

| Bora-Hansgrohe BOH | Bora-Hansgrohe BOH      | Bora-Hansgrohe BOH |
| ------------------ | ----------------------- | ------------------ |
| Num                | Coureur                 | Pos                |
| 81                 | Patrick Gamper (AUT)    | 118e               |
| 82                 | Marco Haller (AUT)      | AB                 |
| 83                 | Jonas Koch (GER)        | 47e                |
| 84                 | Jordi Meeus (BEL)       | 114e               |
| 85                 | Nils Politt (GER)       | 27e                |
| 86                 | Lukas Pöstlberger (AUT) | 115e               |
| 87                 | Ide Schelling (NED)     | AB                 |

| Cofidis COF | Cofidis COF             | Cofidis COF |
| ----------- | ----------------------- | ----------- |
| Num         | Coureur                 | Pos         |
| 91          | Bryan Coquard (FRA)     | 41e         |
| 92          | Tom Bohli (SUI)         | 79e         |
| 93          | Piet Allegaert (BEL)    | AB          |
| 94          | Eddy Finé (FRA)         | AB          |
| 95          | Kenneth Vanbilsen (BEL) | AB          |
| 96          | Simone Consonni (ITA)   | 53e         |
| 97          | Szymon Sajnok (POL)     | AB          |

| EF Education-EasyPost EFE | EF Education-EasyPost EFE | EF Education-EasyPost EFE |
| ------------------------- | ------------------------- | ------------------------- |
| Num                       | Coureur                   | Pos                       |
| 101                       | Jens Keukeleire (BEL)     | 93e                       |
| 102                       | Michael Valgren (DEN)     | AB                        |
| 103                       | Owain Doull (GBR)         | 16e                       |
| 104                       | Ben Healy (IRL)           | 75e                       |
| 105                       | Thomas Scully (NZL)       | AB                        |
| 106                       | Julius van den Berg (NED) | AB                        |
| 107                       | Łukasz Wiśniowski (POL)   | AB                        |

| Groupama-FDJ GFC | Groupama-FDJ GFC        | Groupama-FDJ GFC |
| ---------------- | ----------------------- | ---------------- |
| Num              | Coureur                 | Pos              |
| 111              | Lewis Askey (GBR)       | 78e              |
| 113              | Stefan Küng (SUI)       | 12e              |
| 114              | Olivier Le Gac (FRA)    | 69e              |
| 115              | Fabian Lienhard (SUI)   | 38e              |
| 116              | Tobias Ludvigsson (SWE) | 19e              |
| 117              | Antoine Duchesne (CAN)  | AB               |

| Ineos Grenadiers IGD | Ineos Grenadiers IGD    | Ineos Grenadiers IGD |
| -------------------- | ----------------------- | -------------------- |
| Num                  | Coureur                 | Pos                  |
| 121                  | Tom Pidcock (GBR)       | 18e                  |
| 122                  | Ethan Hayter (GBR)      | 21e                  |
| 123                  | Cameron Wurf (AUS)      | AB                   |
| 124                  | Jhonatan Narváez (ECU)  | 34e                  |
| 125                  | Ben Turner (GBR)        | 59e                  |
| 126                  | Magnus Sheffield (USA)  | 108e                 |
| 127                  | Ben Swift (GBR) (route) | 49e                  |

| Israel-Premier Tech IPT | Israel-Premier Tech IPT        | Israel-Premier Tech IPT |
| ----------------------- | ------------------------------ | ----------------------- |
| Num                     | Coureur                        | Pos                     |
| 131                     | Sep Vanmarcke (BEL)            | NP                      |
| 132                     | Guillaume Boivin (CAN) (route) | 33e                     |
| 133                     | Simon Clarke (AUS)             | 11e                     |
| 134                     | Corbin Strong (NZL)            | AB                      |
| 135                     | Hugo Houle (CAN)               | 73e                     |
| 136                     | Tom Van Asbroeck (BEL)         | 70e                     |
| 137                     | Jenthe Biermans (BEL)          | 37e                     |

| Movistar Team MOV | Movistar Team MOV         | Movistar Team MOV |
| ----------------- | ------------------------- | ----------------- |
| Num               | Coureur                   | Pos               |
| 141               | Alex Aranburu (ESP)       | 13e               |
| 142               | Oier Lazkano (ESP)        | 63e               |
| 143               | Iván García Cortina (ESP) | 30e               |
| 144               | Juri Hollmann (GER)       | 86e               |
| 145               | Johan Jacobs (SUI)        | AB                |
| 146               | Lluís Mas (ESP)           | 111e              |

| Team BikeExchange-Jayco BEX | Team BikeExchange-Jayco BEX | Team BikeExchange-Jayco BEX |
| --------------------------- | --------------------------- | --------------------------- |
| Num                         | Coureur                     | Pos                         |
| 151                         | Lawson Craddock (USA)       | AB                          |
| 152                         | Luke Durbridge (AUS)        | AB                          |
| 153                         | Alexander Konychev (ITA)    | AB                          |
| 154                         | Dion Smith (NZL)            | 112e                        |
| 155                         | Jan Maas (NED)              | 109e                        |

| Team DSM DSM | Team DSM DSM                  | Team DSM DSM |
| ------------ | ----------------------------- | ------------ |
| Num          | Coureur                       | Pos          |
| 161          | John Degenkolb (GER)          | 43e          |
| 162          | Marius Mayrhofer (GER)        | AB           |
| 163          | Nils Eekhoff (NED)            | NP           |
| 164          | Jonas Iversby Hvideberg (NOR) | 57e          |
| 165          | Søren Kragh Andersen (DEN)    | 103e         |
| 166          | Nikias Arndt (GER)            | AB           |
| 167          | Leon Heinschke (GER)          | AB           |

| UAE Team Emirates UAD | UAE Team Emirates UAD      | UAE Team Emirates UAD |
| --------------------- | -------------------------- | --------------------- |
| Num                   | Coureur                    | Pos                   |
| 171                   | Fernando Gaviria (COL)     | AB                    |
| 172                   | Alessandro Covi (ITA)      | AB                    |
| 173                   | Ryan Gibbons (RSA)         | 110e                  |
| 174                   | Vegard Stake Laengen (NOR) | 80e                   |
| 175                   | Oliviero Troia (ITA)       | AB                    |
| 176                   | Rui Oliveira (POR)         | 64e                   |
| 177                   | Matteo Trentin (ITA)       | 7e                    |

| Alpecin-Fenix AFC | Alpecin-Fenix AFC              | Alpecin-Fenix AFC |
| ----------------- | ------------------------------ | ----------------- |
| Num               | Coureur                        | Pos               |
| 181               | Dries De Bondt (BEL)           | 31e               |
| 182               | Tobias Bayer (AUT)             | 117e              |
| 183               | Michael Gogl (AUT)             | 58e               |
| 184               | Xandro Meurisse (BEL)          | 54e               |
| 185               | Senne Leysen (BEL)             | 94e               |
| 186               | Maurice Ballerstedt (GER)      | AB                |
| 187               | Guillaume Van Keirsbulck (BEL) | 90e               |

| B&B Hotels-KTM BBK | B&B Hotels-KTM BBK     | B&B Hotels-KTM BBK |
| ------------------ | ---------------------- | ------------------ |
| Num                | Coureur                | Pos                |
| 191                | Cyril Barthe (FRA)     | AB                 |
| 192                | Quentin Jauregui (FRA) | AB                 |
| 193                | Jérémy Lecroq (FRA)    | 99e                |
| 194                | Cyril Lemoine (FRA)    | 124e               |
| 195                | Julien Morice (FRA)    | 113e               |
| 196                | Luca Mozzato (ITA)     | 26e                |
| 197                | Jordi Warlop (BEL)     | 36e                |

| Bingoal Pauwels Sauces WB BWB | Bingoal Pauwels Sauces WB BWB | Bingoal Pauwels Sauces WB BWB |
| ----------------------------- | ----------------------------- | ----------------------------- |
| Num                           | Coureur                       | Pos                           |
| 201                           | Timothy Dupont (BEL)          | 106e                          |
| 202                           | Arjen Livyns (BEL)            | 29e                           |
| 203                           | Stanisław Aniołkowski (POL)   | 95e                           |
| 204                           | Louis Blouwe (BEL)            | 88e                           |
| 205                           | Laurenz Rex (BEL)             | 44e                           |
| 206                           | Ludovic Robeet (BEL)          | AB                            |
| 207                           | Mathijs Paasschens (NED)      | AB                            |

| Sport Vlaanderen-Baloise SVB | Sport Vlaanderen-Baloise SVB | Sport Vlaanderen-Baloise SVB |
| ---------------------------- | ---------------------------- | ---------------------------- |
| Num                          | Coureur                      | Pos                          |
| 211                          | Sander De Pestel (BEL)       | 84e                          |
| 212                          | Lindsay De Vylder (BEL)      | 104e                         |
| 213                          | Ruben Apers (BEL)            | 116e                         |
| 214                          | Arne Marit (BEL)             | 119e                         |
| 215                          | Aaron Verwilst (BEL)         | 107e                         |
| 216                          | Kenneth Van Rooy (BEL)       | 46e                          |
| 217                          | Ward Vanhoof (BEL)           | 65e                          |

| Arkéa-Samsic ARK | Arkéa-Samsic ARK      | Arkéa-Samsic ARK |
| ---------------- | --------------------- | ---------------- |
| Num              | Coureur               | Pos              |
| 221              | Amaury Capiot (BEL)   | 23e              |
| 222              | Donavan Grondin (FRA) | 105e             |
| 223              | Matîs Louvel (FRA)    | 14e              |
| 224              | Daniel McLay (GBR)    | 77e              |
| 225              | Kévin Vauquelin (FRA) | 48e              |
| 226              | Clément Russo (FRA)   | 96e              |
| 227              | Connor Swift (GBR)    | 35e              |

| TotalEnergies TEN | TotalEnergies TEN          | TotalEnergies TEN |
| ----------------- | -------------------------- | ----------------- |
| Num               | Coureur                    | Pos               |
| 231               | Peter Sagan (SVK) (route)  | 98e               |
| 232               | Edvald Boasson Hagen (NOR) | AB                |
| 233               | Dries Van Gestel (BEL)     | 25e               |
| 234               | Daniel Oss (ITA)           | 55e               |
| 235               | Geoffrey Soupe (FRA)       | AB                |
| 236               | Christopher Lawless (GBR)  | AB                |
| 237               | Anthony Turgis (FRA)       | AB                |

| Uno-X Pro Cycling Team UXT | Uno-X Pro Cycling Team UXT  | Uno-X Pro Cycling Team UXT |
| -------------------------- | --------------------------- | -------------------------- |
| Num                        | Coureur                     | Pos                        |
| 241                        | Jonas Abrahamsen (NOR)      | AB                         |
| 242                        | Fredrik Dversnes (NOR)      | 28e                        |
| 243                        | Morten Hulgaard (DEN)       | 85e                        |
| 244                        | Anders Johannessen (NOR)    | 56e                        |
| 245                        | Erik Nordsæter Resell (NOR) | 87e                        |
| 246                        | Anders Skaarseth (NOR)      | 42e                        |
| 247                        | Rasmus Tiller (NOR)         | 6e                         |